# .es
.es — национальный домен верхнего уровня для Испании. Управляется Испанским Сетевым Информационным Центром.
В зоне .es разрешена регистрация доменов второго уровня, а также третьего уровня в некоторых доменах второго уровня. На регистрацию доменов третьего уровня наложены ограничения, зависящие от домена второго уровня. До 2005 года существовали правила, ограничивающие регистрацию доменов второго уровня, например, требовалось, чтобы регистрирующийся имел отношение к Испании. В 2005 году начался многоэтапный процесс отмены этих ограничений. В данный момент регистрация доменов в зоне .es открыта для всех желающих.